# Micronycteris sanborni
Micronycteris sanborni és una espècie de ratpenat que viu al Brasil i Bolívia. Fou anomenat en honor del zoòleg estatunidenc Colin Campbell Sanborn.